# ホンダ・ジャズ (オートバイ)
ジャズ(JAZZ)は、本田技研工業が製造販売していたクルーザー（アメリカン）タイプの原動機付自転車である。
車名は軽快で明るい音楽「ジャズ」から採ったもので、なんとなくステップを踏みたくなるような楽しさ、面白さをイメージしている。

## 概要
1986年4月30日に初期型が発売され、1997年12月27日に最終型が発売された。原付のカテゴリの中で、アメリカンの典型的な「ローアンドロング」のスタイルに、ティアドロップタンクやメッキパーツなどの今までにない本格的な装備で若者を中心に人気を博す。低いシート高と取り回しのしやすさから小柄な女性や中高年層からの需要もあり、1995年に同クラスのアメリカンモデルであるマグナ50が発売された後も並行してラインナップされ、1999年までロングセラーを続けた。粘り強くかつ燃費が良いのが特徴であるカブ系列の空冷4ストロークSOHC単気筒エンジンが搭載され、排気量50ccのマニュアルトランスミッション仕様となっている。
初期モデルから最終モデルまで、性能面で大きく変わった点はない。ただし車体色は毎年のように追加・変更・廃止がなされたので、外観により年式をほぼ特定できる。1986年夏にはメッキパーツを多用した「ジャズ・スペシャル」が限定発売されている。ハンドルはプルバックタイプが標準仕様となるが、1987年から数年間だけフラットバーハンドル仕様が併売された時期がある。